# Four Walls
Four Walls (bra: Entre Quatro Paredes) é um filme mudo estadunidense de 1928, do gênero drama, dirigido por William Nigh, e estrelado por John Gilbert e Joan Crawford. O roteiro de George Abbott e Alice D. G. Miller foi baseado na peça teatral homônima de 1927, de Dana Burnet e do próprio Abbott. É considerado um filme perdido.

## Sinopse
Benny Horowitz (John Gilbert), um líder de gangue, mata outro gângster em legítima defesa e é condenado à prisão sob a acusação de homicídio culposo. Depois de cumprir sua pena, Benny decide seguir em frente e encontra trabalho em uma garagem. Sua ex-namorada e cúmplice, Frieda (Joan Crawford), quer retomar sua antiga intimidade, e mesmo ainda amando-a, Benny começa a tentar conquistar Bertha (Carmel Myers), uma garota simples que fez amizade com a mãe dele enquanto ele estava na cadeia. Mais tarde, ele vai a uma festa na qual Monk (Louis Natheaux), o novo líder de gangue, está acompanhado de Frieda, que tenta fazer ciúmes nele a todo tempo. Naquela noite, Monk morre acidentalmente em uma queda. Sullivan (Robert Emmett O'Connor), o detetive que anteriormente havia incriminado Benny, a princípio suspeita que ele tenha assassinado Monk; eventualmente, Benny é inocentado de todas as suspeitas, e convida Bertha para iniciar uma nova vida ao seu lado.

## Elenco
- John Gilbert como Benny Horowitz
- Joan Crawford como Frieda
- Vera Gordon como Sra. Horowitz, a mãe de Benny
- Carmel Myers como Bertha
- Robert Emmett O'Connor como Detetive Sullivan
- Louis Natheaux como Monk
- Jack Byron como Duke Roma

## Recepção

### Bilheteria
De acordo com os registros da Metro-Goldwyn-Mayer, o filme arrecadou US$ 605.000 nacionalmente e US$ 198.000 no exterior, totalizando US$ 803.000 mundialmente. O retorno lucrativo da produção foi de US$ 548.000.

## Preservação
"Four Walls" é considerado um filme perdido. A MGM possuía uma política de que quando um filme fosse refeito, as cópias do filme original tinham que ser destruídas, então as cópias deste filme foram provavelmente destruídas quando a refilmagem de 1934 foi lançada.